# Meoma frangibilis
Meoma frangibilis is een zee-egel uit de familie Brissidae.
De wetenschappelijke naam van de soort werd in 1970 gepubliceerd door Chesher.